# Pukao

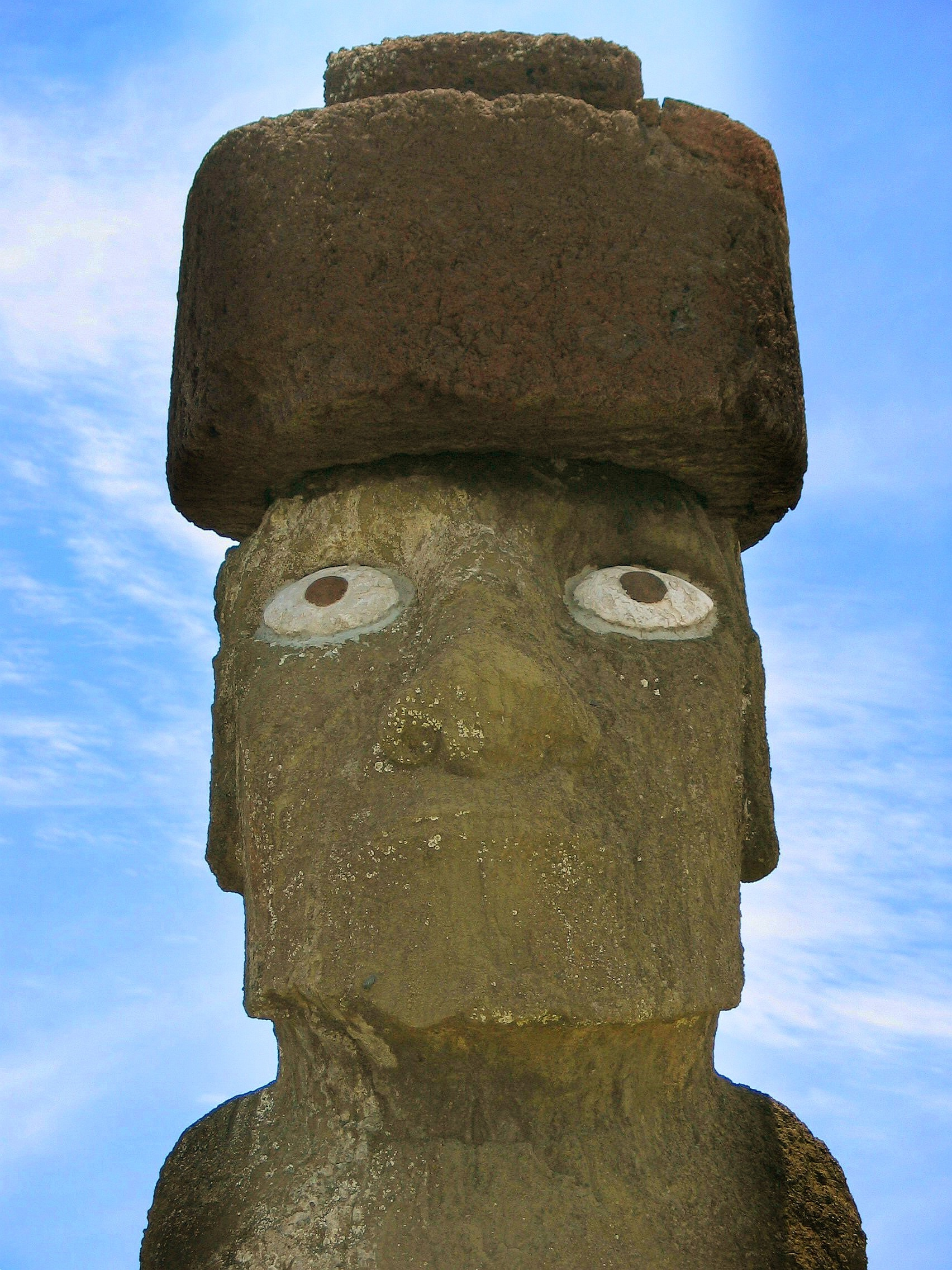
Moai com um pukao.

Denomina-se pukao os cilindros de escória vermelha que foram colocados sobre a cabeça de alguns moais da Ilha de Páscoa.

## Visão geral
As pedras eram extraídas da cratera do vulcão Puna Pau e estima-se que levava dois ou três meses para talhá-las, dependendo da quantidade de trabalhadores envolvidos. O pukao mais pesado tem doze toneladas e foi colocado sobre o moai Paro, o mais alto da ilha.
O significado do pukao é incerto e no passado alguns especialistas sugeriram que eles representam um tipo de turbante, peruca, chapéu ou penteado. Outras explicações postulam que são versões estilizadas do hau kurakura, um cocar usado pelos guerreiros e que nos moais era atribuído àqueles que representavam personalidades importantes.